# アントニオ・ボルハ・ウォン・パット
アントニオ・ボルハ・ウォン・パット（英語: Antonio Borja Won Pat、 1908年12月10日 - 1987年5月1日）は、グアムから初めて選出された、アメリカ合衆国下院の代議員（6期）。

## 経歴・人物
1908年12月10日、ウォン・パットはグアムのスマイ(現サンタ・リタ村)で生まれた。地元の学校を卒業後、1926年から教師や校長として働いていた。1936年にグアム顧問議会に初めて選出され、1948年にはグアム議会の議長となった。グアムは首都ワシントンD.C.に常駐の代表(ワシントン代表)を置くことが決まり、ウォン・パットは1965年に行われた選挙に民主党から出馬して当選し、初代ワシントン代表に就任。1968年選挙でも再選され、1970年までグアムのワシントン代表を務めた。その後、グアムに下院代議員議席が与えられるようになり、1972年の選挙でウォン・パットはグアム初の下院代議員に選出され、後に1984年の選挙で共和党のベン・ブラズに再選を阻まれるまで、代議員を6期務めた。
ウォン・パットはグアムのシナハニャで引退したが、晩年も議会周辺への働きかけを続け、最期はワシントンD.C.に近いメリーランド州シルバースプリングで心臓発作のため死去した。ウォン・パットはグアムのピティにある退役軍人墓地に埋葬された。
ウォン・パットが亡くなった翌年の1988年、グアム国際空港は正式名称をアントニオ・B・ウォン・パット国際空港に改められた。